# 더 머큐리 뉴스

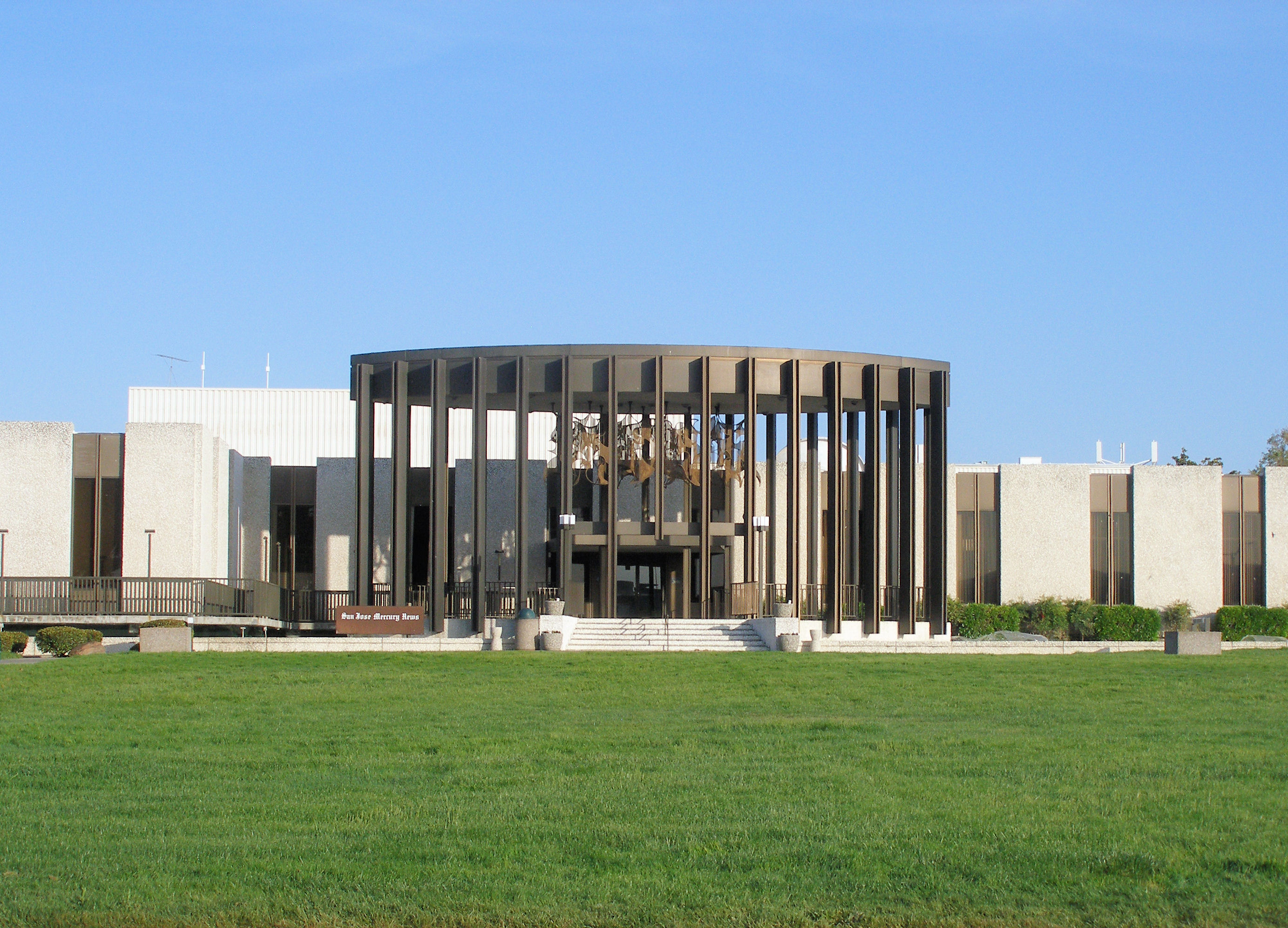

더 머큐리 뉴스 (The Mercury News)는 미국 샌호제이에 발행되는 일간신문이다.